# 女子大学
女子大学是指以女性為對象的高等教育機構，原則上僅招收女性入學，多以大學本科教育為主。但是，大学院、大学的夜间学部、通信教育部等男性也有可能从女子大学所属的学校学习。隨著婦女受教育機會的增加，女子大學在持續減少中；1965年，美國有240所女子大學，但2015年只剩下40所，當中最具代表性的是衛斯理安學院。韓國則有七所女子普通大學，當中以梨花女子大學最為著名。沙特阿拉伯首都利雅得的努拉·宾特·阿卜杜勒·拉赫曼公主大学是世界上最大的女子大学。

## 中国
中华人民共和国有三所公办女子本科大学，分别是：
- 中华女子学院
- 山东女子学院（前中华女子学院山东分院）
- 湖南女子学院

近年，某些院系也陆续招收男生。
除公办本科女子大学外，中国还有部分专科批女子学院，如河北女子职业技术学院等。

## 日本
据统计，截止到2020年，日本有76所女子大学，和更多的女子短期大学。其中具有代表性的有国立女子大学御茶水女子大学，公立女子大学福冈女子大学，私立女子大学圣心女子大学等。